# Richard Feynman
Richard Phillips Feynman [ˈɹɪtʃɝd ˈfɪlɪps ˈfaɪnmən] (ur. 11 maja 1918 w Nowym Jorku, zm. 15 lutego 1988 w Los Angeles) – amerykański fizyk teoretyk; uznany w 1999 roku za jednego z dziesięciu najwybitniejszych fizyków wszech czasów.
Laureat Nagrody Nobla w dziedzinie fizyki w 1965 za niezależne stworzenie relatywistycznej elektrodynamiki kwantowej. Jeden z głównych twórców elektrodynamiki kwantowej.

## Życiorys

### Pochodzenie
Był synem Lucille (Phillips) i Melville’a Arthura Feynmana, kierownika sprzedaży. Jego ojciec urodził się w żydowskiej rodzinie w Mińsku i w wieku pięciu lat wyemigrował wraz z rodzicami do Stanów Zjednoczonych, a matka urodziła się w Nowym Jorku jako córka polskiego Żyda i niemieckiej Żydówki. Jego siostrą była astrofizyczka Joan Feynman. Zainteresowanie naukami ścisłymi wyniósł z domu rodzinnego – ojciec zachęcał go do zadawania pytań i sięgania do istoty rzeczy. Feynman już w młodości określał siebie jako zdeklarowanego ateistę.

### Kariera
Studiował w Instytucie Technicznym Massachusetts (1935–1939). Jego praca dyplomowa nosiła tytuł: Forces and Stresses in Molecules. Centralnym wynikiem tej pracy było wyprowadzenie wzoru znanego obecnie jako twierdzenie Hellmanna-Feynmana. Następnie podjął na Uniwersytecie Princeton studia doktoranckie (1939–1942), zakończone obroną pracy The Principle of Least Action in Quantum Mechanics, przygotowanej pod kierunkiem Johna Wheelera.
Cieszący się już wówczas, mimo młodego wieku, opinią jednego ze znakomitszych fizyków teoretyków, Feynman został zaproszony do udziału w pracach przy konstrukcji amerykańskiej bomby jądrowej w laboratorium w Los Alamos (projekt Manhattan). Hans Bethe powierzył mu kierowanie zespołem obliczeniowym. Feynman był obecny podczas testu pierwszej bomby w lipcu 1945.

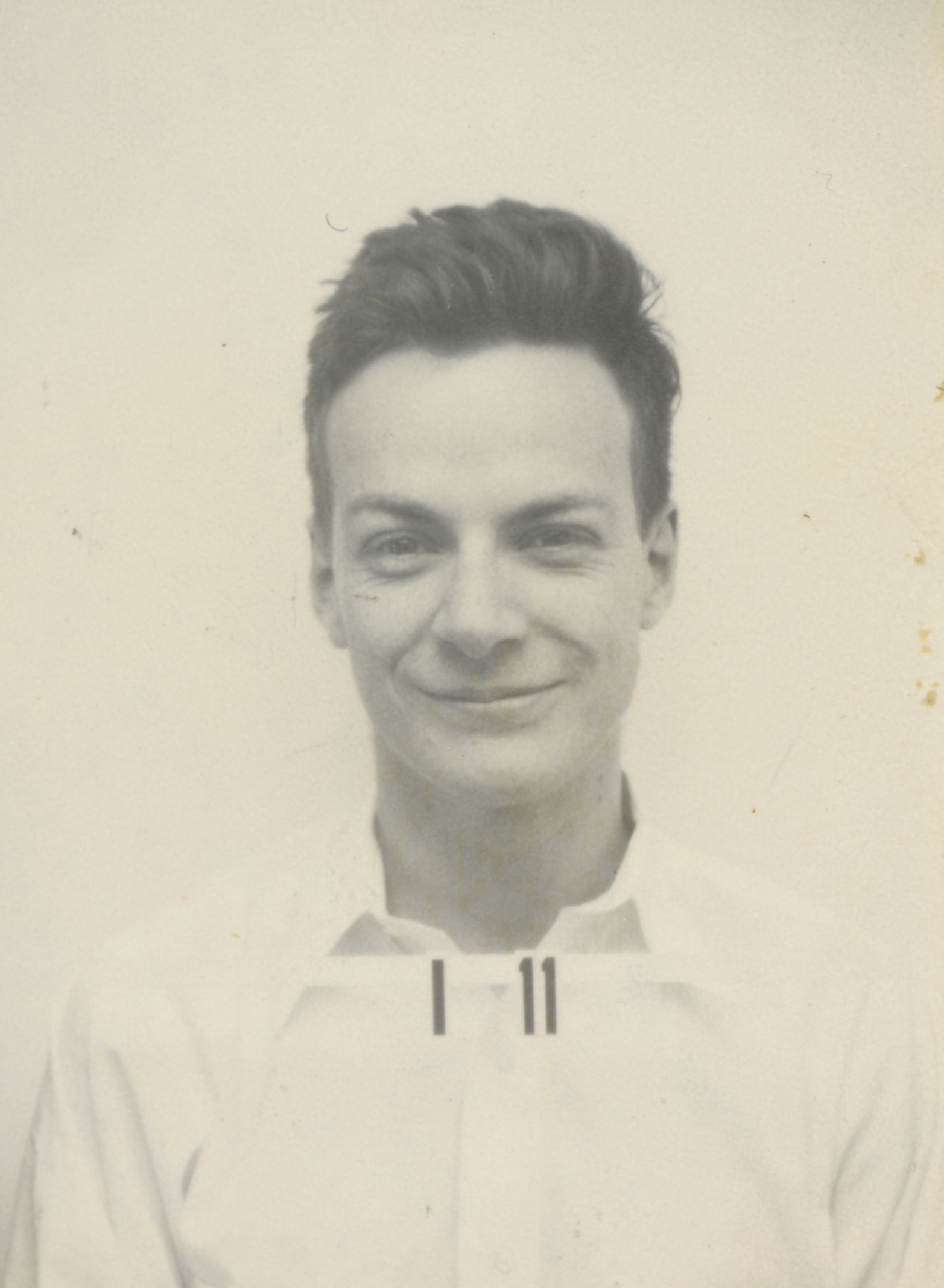
Feynman w Los Alamos

Po wojnie pracował na Uniwersytecie Cornella w Ithaca (wspólnie z Bethem), w 1951 został profesorem Kalifornijskiego Instytutu Technicznego (w Pasadenie). Był członkiem m.in. Narodowej Akademii Nauk w Waszyngtonie oraz londyńskiego Royal Society. W 1962, na zaproszenie Leopolda Infelda, wziął udział (wraz z Paulem Dirakiem) w odbywającej się w Jabłonnie 4. Międzynarodowej Konferencji Teorii Grawitacji.
W 1965 otrzymał Nagrodę Nobla – wspólnie z Japończykiem Shin’ichirō Tomonagą i Amerykaninem Julianem Schwingerem. Uczonych uhonorowano za stworzenie relatywistycznej elektrodynamiki kwantowej. Feynman wynalazł metodę upraszczania obliczeń przy rozwiązywaniu zagadnień oddziaływania cząstek, przez rysowanie diagramów obrazujących proces (tzw. diagramy Feynmana 1948) i przypisywanie im odpowiednich wyrażeń matematycznych. Metoda ta wkrótce stała się jednym z podstawowych narzędzi w badaniach cząstek elementarnych.
Brał udział w pracach komisji ustalającej przyczyny katastrofy wahadłowca Challenger (1986); to on zwrócił uwagę na sztywnienie i kruszenie się na mrozie gumowych uszczelek (w rzeczywistości pomysł ten podsunął mu inny członek komisji gen. Donald Joseph Kutyna), co ostatecznie zostało uznane za główną przyczynę katastrofy. W zdaniu odrębnym do oficjalnego raportu końcowego komisji, Feynman skrytykował naciski władz NASA na inżynierów.
Laureat Medalu Oersteda za nauczanie fizyki (1972).

### Śmierć
Feynman zmarł w lutym 1988 po kilkuletniej walce z chorobą nowotworową – tłuszczakomięsakiem. Pochowany jest razem ze zmarłą w 1989 roku żoną Gwyneth na cmentarzu w Altadena (Kalifornia, USA).

### Życie prywatne
Był trzykrotnie żonaty. Pierwsza żona Arline Greenbaum zmarła krótko po ślubie na gruźlicę (1945). Drugie małżeństwo (z Mary Louise Bell) rozpadło się. Trzecią żoną fizyka była od 1960 Brytyjka Gweneth Howard, z którą miał syna Carla (ur. w 1962) i adoptowaną w 1968 roku córkę Michelle.
Jako dziecko otrzymał kolekcję znaczków pocztowych, w tym rzadkie trójkątne egzemplarze z okresu międzywojennego z Republiki Tuwy, wówczas formalnie niepodległej republiki azjatyckiej, dziś republiki autonomicznej Federacji Rosyjskiej. Fascynacja przedstawionymi na znaczkach tuwińskimi jeźdźcami, wyobrażeniami egzotycznej przyrody, skłoniła Feynmana do zainteresowania się losem zaginionej krainy. Propagował hasło „Tuva or Bust” (Tuwa albo nic), które dla jego przyjaciela perkusisty Ralpha Leightona stało się pretekstem do napisania książki pod tym samym tytułem. Książka ta przyczyniła się do rozwoju fascynacji tuwińską kulturą i śpiewem zwanym alikwotowym lub burdononowym. Feynman wielokrotnie prosił władze radzieckie o zezwolenie na wjazd do Tuwy, jednak odmawiano mu wizy. Zgoda przyszła dopiero kilka tygodni przed śmiercią Feynmana i nie zdążył on już z niej skorzystać. Rok później Tuwę odwiedził Leighton.
Richard Feynman nie stronił od uprawiania sztuki, grał na bębnach, malował.

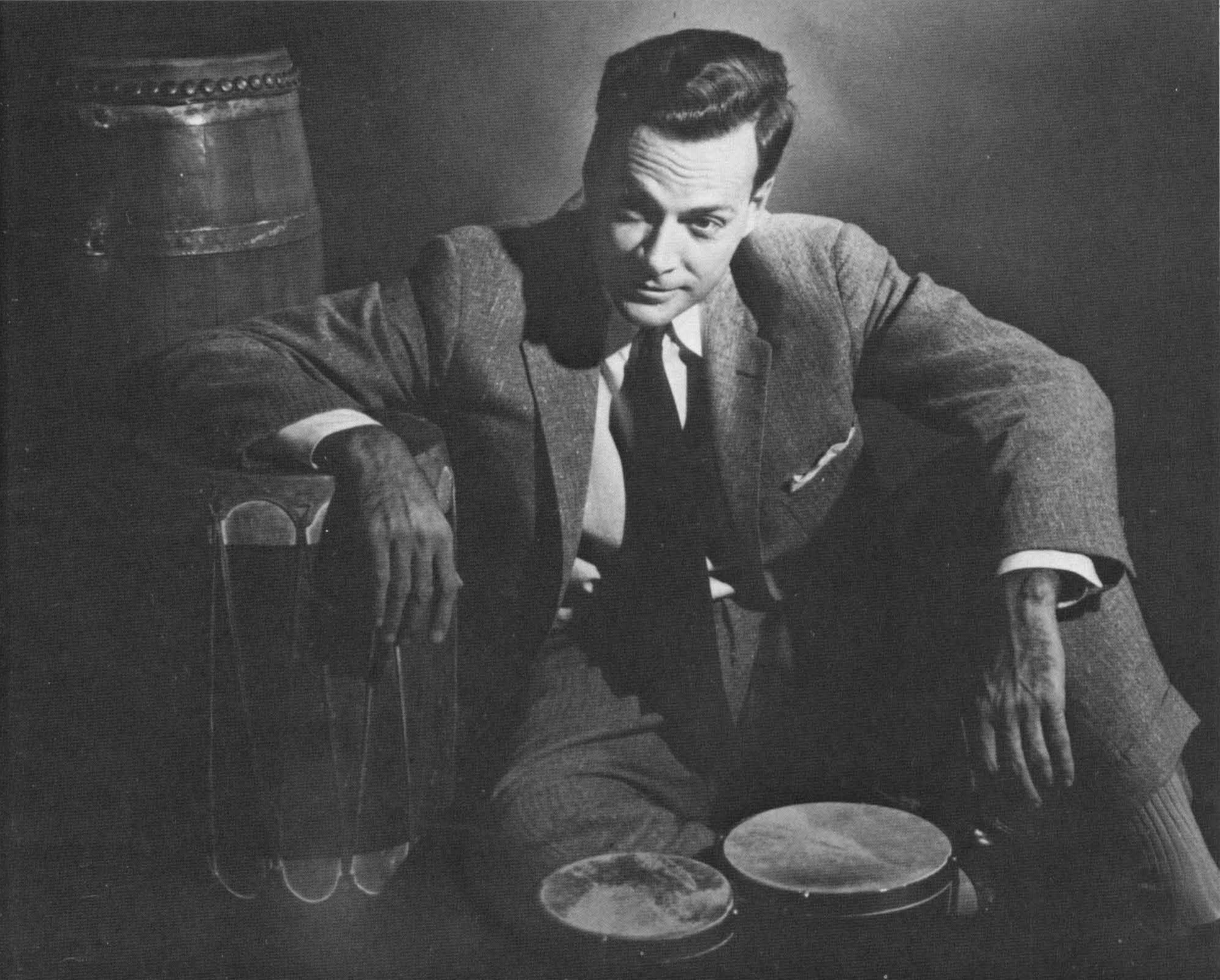
Richard Feynman z bębnami (1986)

## Wkład w naukę
Badania Feynmana obejmowały różne zagadnienia współczesnej fizyki. Zajmował się on m.in. kwantową teorią pola, fizyką cząstek elementarnych, kwantową teorią grawitacji, nadprzewodnictwem. Podał ilościową teorię oddziaływań słabych (wspólnie z Murrayem Gell-Mannem). Przedstawił model nukleonów złożonych z partonów (1969). Efektem jego rozważań nad ograniczeniami na moc obliczeniową komputerów jest koncepcja komputera kwantowego. Jego praca z roku 1960 zatytułowana There's plenty of room at the bottom jest z kolei zapowiedzią nanotechnologii.
Uważany za jednego z ważniejszych fizyków XX wieku, był także znanym popularyzatorem nauki; w jego dorobku obok prac naukowych znajduje się kilka pozycji autobiograficznych („Pan raczy żartować, panie Feynman!” Przypadki ciekawego człowieka, A co ciebie obchodzi, co myślą inni?) oraz słynne wykłady (Feynmana wykłady z fizyki).
Pomimo że wyrażał niechęć do filozofii, a zwłaszcza filozofii nauki, jest uważany za wybitnego filozofa.

## Książki
W Polsce ukazały się:
- Feynmana wykłady z fizyki, 1963; wydanie polskie 1968, w trzech częściach, wielokrotnie wydawane przez PWN, fragment wstępu
- Wykłady z mechaniki statystycznej, 1972, wydanie polskie: Państwowe Wydawnictwo Naukowe 1980, przekład: Karol Makowski, ISBN 83-01-00400-2
- „Pan raczy żartować, panie Feynman!” Przypadki ciekawego człowieka (ang. Surely You're Joking, Mr. Feynman!, 1985), przekład: Tomasz Bieroń; Znak, Kraków 1996, 352 s. ISBN 83-7006-459-0 (wydanie drugie: 2007. ISBN 978-83-240-0776-9)
- A co ciebie obchodzi, co myślą inni? (ang. What Do You Care What Other People Think Further Adventures of a Curious Character, 1988), przekład: Rafał Śmietana; Znak, Kraków 1997, 200 s. ISBN 83-7006-722-0
- Zaginiony wykład Feynmana (ang. Feynman's Lost Lecture, 1996; red. David L. Goodstein, Judith R. Goodstein), przekład: Bogumił Bieniok, Ewa L. Łokas; Prószyński i S-ka, Warszawa 1997, seria: Klasycy Nauki, 160 s. ISBN 83-7180-011-8
- Sześć łatwych kawałków (ang. Six Easy Pieces, 1994), przekład: Zofia Królikowska; Prószyński i S-ka, Warszawa 1998, 188 s. ISBN 83-7180-766-X
- Sześć trudniejszych kawałków (ang. Six Not-So-Easy Pieces, 1998), przekład: Marek Grynberg, Piotr Amsterdamski, Ryszard Gajewski, Zofia Królikowska, Stanisław Bażański; Prószyński i S-ka, Warszawa 1999, 200 s. ISBN 83-7180-773-2
- Sens tego wszystkiego. Rozważanie o życiu, religii, polityce i nauce (ang. The Meaning of it all. Thoughts of a Citizen-Scientist, 1999), przekład: Stanisław Bajtlik; Prószyński i S-ka, Warszawa 1999, 100 s. ISBN 83-7180-356-7
- Charakter praw fizycznych (ang. The Character Of Physical Law, 1965), przekład: Piotr Amsterdamski; Prószyński i S-ka. Warszawa 2000, 188 s. ISBN 83-7180-876-3
- QED. Osobliwa teoria światła i materii (ang. QED. The Strange Theory of Light and Matter, 1985), przekład: Helena Białkowska; Prószyński i S-ka, Warszawa 2002, 160 s. ISBN 83-7255-186-3
- Przyjemność poznawania (ang. The Pleasure of Finding Things Out. The Best Short Works of Richard P. Feynmann, 1999), przekład: Katarzyna Karpińska; Prószyński i S-ka, seria: Pejzaże myśli, Warszawa 2005, 228 s. ISBN 83-7337-912-6
- Wykłady z grawitacji (ang. Feynman Lectures on Gravitation, 1995), przekład: Jerzy Kowalski-Glikman; Prószyński i S-ka, Warszawa 2006, 264 s. ISBN 83-7469-373-8
- Wykłady o obliczeniach (ang. Feynman Lectures on Computation, 2000), przekład: Jerzy Łusakowski; Prószyński i S-ka, Warszawa 2007, 300 s. ISBN 978-83-7469-606-7
- Feynmana wykłady z fizyki. Feynman radzi R.P. Feynman, M.A. Gottlieb, R. Leighton (ang. Feynman's tips on physics: a problem-solving supplement to the Feynman lectures on physics, 2005), przekład: Zygmunt Ajduk, Wydawnictwo Naukowe PWN, Warszawa 2008, 149 s. ISBN 978-83-01-14998-7